# Општина Тешањ
Општина Тешањ је општина на сјеверу Федерације БиХ, БиХ. Ова Општина припада Зеничко-добојском кантону, а сједиште се налази у граду Тешањ.

## Географија
Општина Тешањ налази се на размеђу средње и сјевероисточне Босне и Херцеговине, а граничи се са општинама Теслић, Добој, Добој Југ, Усора и Маглај. Подручје општине је након завршетка рата просторно смањено са 223 км2 на 209 км2, а након формирања општине Усора површина општине Тешањ данас износи око 156 км2. Надморска висина је 230 м. Клима је умјерено континентална. Густина насељености је 310 становника/km2.

## Становништво
По последњем службеном попису становништва из 1991. године, општина Тешањ је имала 48.480 становника, распоређених у 47 насељених места.
| Националност       | 1991.           | 1981.           | 1971.           |
| Муслимани          | 34.941 (72,07%) | 30.653 (70,15%) | 24.200 (69,75%) |
| Хрвати             | 8.929 (18,41%)  | 8.548 (19,56%)  | 7.603 (21,91%)  |
| Срби               | 3.071 (6,33%)   | 3.152 (7,21%)   | 2.692 (7,75%)   |
| Југословени        | 1.047 (2,15%)   | 939 (2,14%)     | 39 (0,11%)      |
| остали и непознато | 492 (1,01%)     | 400 (0,91%)     | 159 (0,45%)     |
| Укупно             | 48.480          | 43.692          | 34.693          |

## Насеља
Блажевци, Бобаре, Буква, Врела*, Вуково, Церовац, Чаглићи, Чифлук, Добропоље, Дринчићи, Џимилић Плање, Јабланица, Јелах, Јелах-Поље, Јеваџије, Калошевић, Карадаглије, Копривци, Крашево, Лепеница, Логобаре, Лончари, Љетинић, Медаково, Мекиш, Миљановци, Мркотић, Нови Миљановци, Ново Село, Орашје Плање, Пиљужићи, Поточани, Путешић, Радуша, Рипна, Росуље, Тешањ, Тешањка, Трепче, Туговићи и Шије.
Послије потписивања Дејтонског споразума, највећи дио Општине Тешањ ушао је у састав Федерације БиХ. У састав Републике Српске ушло је насељено мјесто Витковци и дијелови насељених мјеста: Блажевци, Врела и Лончари.
По формирању Општине Усора, њој су припала мјеста: Бејићи, Омањска, Сивша, Средња Омањска и Жабљак.